# Gouzeaucourt
Gouzeaucourt är en kommun i departementet Nord i regionen Hauts-de-France i norra Frankrike. Kommunen ligger i kantonen Marcoing som tillhör arrondissementet Cambrai. År 2022 hade Gouzeaucourt 1 434 invånare.

## Befolkningsutveckling
Antalet invånare i kommunen Gouzeaucourt
| Referens: INSEE |